# Танагра гаянська
Тана́гра гаянська (Ixothraupis varia) — вид горобцеподібних птахів родини саякових (Thraupidae). Мешкає в Південній Америці.

## Поширення і екологія
Гаянські танагри мешкають на південі Венесуели і Гаяни, в Бразильській Амазонії і локально в Перу, Суринамі і Французькій Гвіані. Вони живуть в кронах вологих рівнинних тропічних лісів, на узліссях та на плантаціях. Живляться плодами і комахами.